# 장곡동 (의정부시)
장곡동은 대한민국 경기도 의정부시에 1994년까지 있었던 행정동이었다. 1994년 7월 1일부터 장암동, 신곡동으로 분동하였다.